# 井岡一翔 対 八重樫東戦
井岡一翔 対 八重樫東戦（いおかかずと たい やえがしあきらせん）は、WBC（世界ボクシング評議会）ミニマム級王者井岡一翔とWBA（世界ボクシング協会）同級王者八重樫東の間で、日本プロボクシング史上初の現役世界王者同士による団体王座統一戦として、2012年（平成24年）6月20日に行われた試合である。

## 経過

### 対決まで
井岡ボクシングジム所属の井岡一翔は、大阪府堺市出身。興國高等学校で高校6冠を記録した後、東京農業大学でさらにアマチュア経験を積み、大学を2年時に中途退学して2009年4月にプロデビュー。5戦5勝を重ねて、2010年10月10日に日本ライトフライ級王座を獲得したが、すぐに王座を返上。2011年2月11日、神戸市においてデビュー7戦目でWBC世界ミニマム級王者オーレイドン・シスサマーチャイ（タイ）に挑戦、5回TKO勝ちを収めて日本人最短で世界王座を獲得した後、2度の連続防衛に成功した。
大橋ボクシングジム所属の八重樫東は、岩手県北上市出身。岩手県立黒沢尻工業高等学校から拓殖大学へ進む中でインターハイ優勝、国体優勝などのアマチュア経験を積み、大学卒業後の2005年3月にプロデビュー。プロ5戦目で東洋太平洋ミニマム級王座を獲得した後、2007年6月4日に後楽園ホールにおいて、当時のWBC世界ミニマム級王者イーグル・デーン・ジュンラパン（当時のリングネームはイーグル京和、角海老宝石ボクシングジム所属）に7戦目で挑戦したが、2回に偶然のバッティングで顎を2か所骨折するアクシデントもあり、判定負けで挑戦失敗。その後に日本ミニマム級王座を獲得して3度防衛。世界再挑戦の機会を待ち、2011年10月24日に2度目の世界挑戦としてWBA世界ミニマム級王者ポンサワン・ポープラムック（タイ）に挑戦し10回TKO勝ちを収めて王座を獲得した。
ハンドスピード、フットワーク、精神力は井岡、八重樫に共通した特徴で、井岡は距離感、切れのあるパンチを身上とし、八重樫は特に左右の動きが速く、パンチの回転力がある。両者は井岡の東農大時代に3度ほどスパーリングで手を合わせており、2011年5月18日には大橋ジムで実戦並みの緊迫したスパーリングを見せている。

### 日本初の王座統一戦へ
八重樫東が2011年10月24日に世界王座を獲得した控室で、大橋ジムの会長・大橋秀行は井岡一翔との統一戦の構想を発表した。井岡一翔が2011年12月31日にヨードグン・トーチャルンチャイ（タイ）に1回TKOで2度目の防衛を成功させると、井岡ジムのプロモーターである井岡一法は2012年1月6日に大橋ジムに直接出向き、異なる統括団体の王座を持つ2人の世界王者による王座統一戦へ向けての交渉はここから始まった。「いち挑戦者として挑むWBAの世界戦でもいいから戦いたかった」という井岡一翔自身の強い希望があった。
2012年1月25日、東京ドームホテルで行われた2011年度の年間優秀選手表彰式の祝辞では、日本プロボクシング協会会長を務める大橋が「今年は日本人同士の統一戦が行われるでしょう」とスピーチした。この祝辞の中では選手名は公表されなかったが、授賞式後には大橋も、同席していた井岡一法も互いが前向きに交渉を進めていることを認めていた。授賞式では表彰された井岡一翔と八重樫東が固く握手をかわし、翌日発売のほとんどのスポーツ紙が2人の写真を掲載し、この経過を伝えた。しかし、両選手のオプション（興行権）をそれぞれの前王者の陣営が握っていたため、まずはこれを買い取るか待機させることが前提となっていた。2012年2月18日に催された井岡の2度目の防衛祝賀会では「日本初の統一戦に向けて動いている」ことを井岡サイドが明らかにしていた。

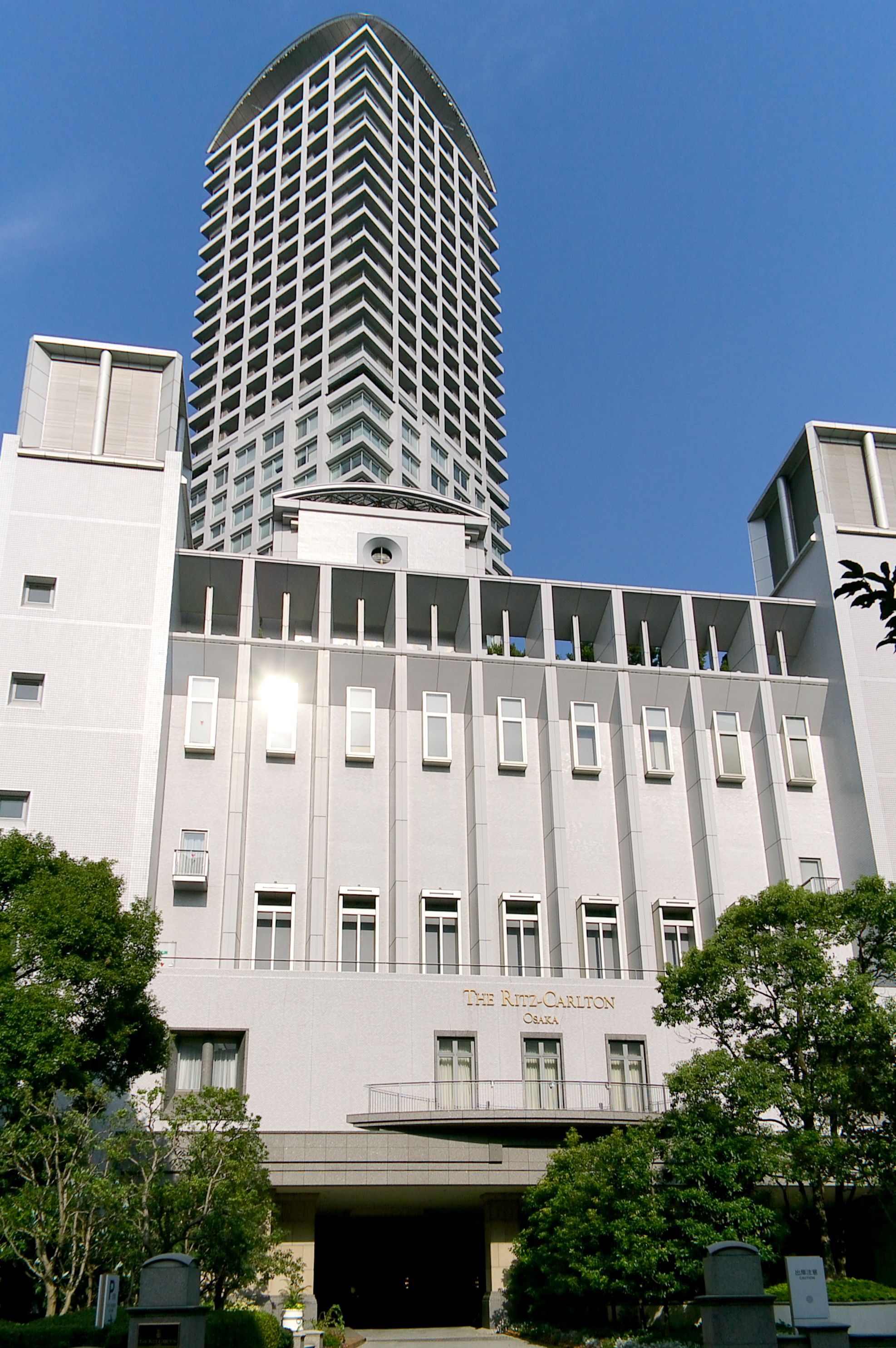
開催の記者発表が行われたザ・リッツ・カールトン大阪

この対戦の実現へ向けた交渉の過程では興行権をどちらが持つかということに加え、井岡の試合の中継権がTBSテレビ (TBS) ・毎日放送 (MBS) 系に、八重樫の試合中継権がテレビ東京系にそれぞれあったこと、またWBAとWBCでは世界タイトル戦の公式ルールが相違するという問題もあったが、両陣営の熱意が実って合意に至り、2012年4月9日にザ・リッツ・カールトン大阪で記者会見を開いて、6月20日に大阪府立体育会館を会場とし、TBS系列で試合を中継することなども併せて、井岡ジム主催による井岡対八重樫の世界王座統一戦の開催が発表された。困難を乗り越えて対戦を実現させた両陣営に対して日本ボクシングコミッション (JBC) 評議員・共同通信社編集委員などを務める津江章二は、「BODYMAKERコロシアム（当時の大阪府立体育会館の命名権名称）が熱狂に包まれるのは必至で、高いハードルを乗り越えて決戦を決めた両陣営の英断に素直に拍手を送りたい」と賛辞を贈っている。
また、井岡ジム会長の井岡弘樹と大橋ジム会長の大橋秀行は1980年代後半から1990年代前半にかけて日本のトップボクサーとして知られ、しかもいずれもWBC世界ミニマム級王座（初代・井岡、第4代・大橋）の保持者でもあり、現役時代には『ワールド・ボクシング』誌の特集で「ファンの見たい好カード」の1位になるなど対戦を期待されたこともあった。これを材料に大橋らはさらに注目を喚起し、この試合は双方の弟子同士の「代理戦争」とも言われた。
日本人世界王者10人の勝敗予想では具志堅用高、内藤大助ら6人が井岡、4人が八重樫の勝利を支持した。また、日刊スポーツの読者予想では、井岡勝利77.6%（KO45.8%、判定31.8%）に対し、八重樫勝利は19.4%（KO10.7%、判定8.7%）、ドローが3%だった。
この試合の勝者は、敗者の保持していた王座を獲得することで、WBA・WBCの2つの団体の王者となる。このように複数の団体の王座を同時に保持する王者は統一王者と呼ばれる。通常、統一王者は各団体の中では課せられる義務などの規定上、正規王者と同様の扱いとなるが、WBAと他団体の統一王者はWBAにおいてはスーパー王者として認定され、正規王者とは別に規定される。WBAのスーパーバイザー（立会人）であるアラン・キム（韓国）は6月18日の時点で、この試合の勝者は通常通りスーパー王者となると話していたが、試合前日の6月19日にJBC事務局長の森田健は、この統一戦がWBAおよびWBCの認可を受ける際に、勝者は10日以内にいずれかの王座を返上し、スーパー王者の認定は受けないという取り決めがあったことを説明し、これを否定。井岡も八重樫もそれぞれの団体の王者として2012年夏までに規定通りの指名試合を行う義務があり、勝者が統一王者となった後に両団体の指名試合をいずれも期限内に消化することは困難であることから、いずれかの団体の王座を返上することで、もう一方の団体からは指名試合の期限延長を許可される見込みであった。
JBCは両陣営に対し「統一戦の勝者は10日以内にWBA・WBCどちらか一方の王座を返上すること」という取り決めを示すとともにスーパー王者の条件は満たさないことも伝え、キムは承認の経緯を把握していなかったことを謝罪した。両陣営のプロモーターは、大橋秀行が「試合を実現することの方が大事だった」と話し、井岡一法も「もともとどちらか返上するつもりだった」と動揺を見せることはなかった。

### 決戦のゴング

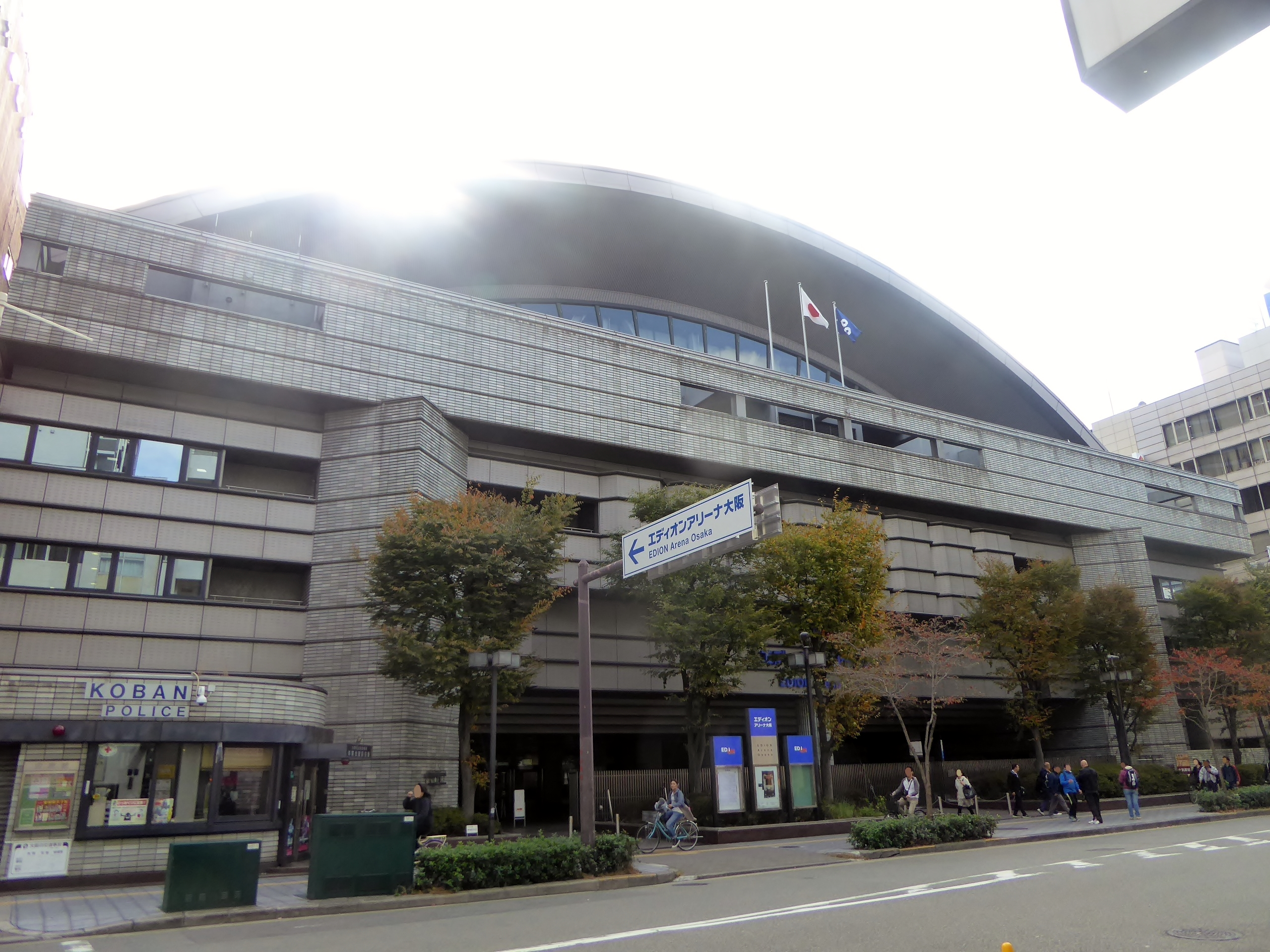
試合が行われた大阪府立体育会館
（現命名権名称：エディオンアリーナ大阪）

この試合のルールは、試合2日前の6月18日に行われた両陣営によるルールミーティングの結果、「スリーノックダウン制 (WBA)」「4ラウンドと8ラウンド終了後に採点を公表する公開採点制度 (WBC)」など、両団体のルールを折衷した形で決定された。
6月20日、試合が始まると井岡が序盤から積極的にジャブを浴びせ、八重樫も応戦。序盤は井岡が八重樫のプレッシャーやパワーに押され気味であったが、八重樫は井岡のパンチで初回に左目、3回には右目も腫らし、前に出て左右のフックを当てる一方で度々ドクターチェックを受けた。パンチによる腫れで試合が止められれば自分のTKO負けが決まってしまう八重樫は死に物狂いの戦闘モードに入ったが、その動きが加速するにつれてカウンターは狙われやすくなり、井岡はそれを見逃すことなく当てていった。また、カウンターを当てるために左ジャブで距離を計り、そのジャブが勝敗を分けることになった。
公開採点では4回終了時が3者ともに38-38のドロー、8回終了時には2者が77-75で井岡を支持、残る1者は77-76で八重樫を支持と、両者ほぼ互角の鍔競り合いの形となる。最終12回には八重樫の左を受けて井岡がクリンチする場面もあったが、最後まで両者がペースを譲らず白熱した展開のまま12ラウンドを戦い終えた。
試合の決着は判定となり、井岡が3-0 (115-114、115-113、115-113) と際どい結果ながら八重樫に勝利を収めてWBC王座3度目の防衛とWBA王座獲得を果たし、団体王座を統一した。

#### 採点表
| 王座：WBC・WBA世界ミニマム級        | 王座：WBC・WBA世界ミニマム級        | 王座：WBC・WBA世界ミニマム級        | 王座：WBC・WBA世界ミニマム級        | 王座：WBC・WBA世界ミニマム級        |                                        | 主審：福地勇治（日本・WBC）            | 主審：福地勇治（日本・WBC）            | 主審：福地勇治（日本・WBC）            | 主審：福地勇治（日本・WBC）            | 主審：福地勇治（日本・WBC）               |                                           | 立会人：ロバート・ヤレン（米国・WBC） アラン・キム（韓国・WBA） | 立会人：ロバート・ヤレン（米国・WBC） アラン・キム（韓国・WBA） | 立会人：ロバート・ヤレン（米国・WBC） アラン・キム（韓国・WBA） | 立会人：ロバート・ヤレン（米国・WBC） アラン・キム（韓国・WBA） | 立会人：ロバート・ヤレン（米国・WBC） アラン・キム（韓国・WBA） |
| 開催日：2012年6月20日               | 開催日：2012年6月20日               | 開催日：2012年6月20日               | 開催日：2012年6月20日               | 開催日：2012年6月20日               | 会場：大阪・大阪府立体育会館 第1競技場 | 会場：大阪・大阪府立体育会館 第1競技場 | 会場：大阪・大阪府立体育会館 第1競技場 | 会場：大阪・大阪府立体育会館 第1競技場 | 会場：大阪・大阪府立体育会館 第1競技場 | 主催：井岡ボクシングジム                  | 主催：井岡ボクシングジム                  | 主催：井岡ボクシングジム                                        | 主催：井岡ボクシングジム                                        | 主催：井岡ボクシングジム                                        |                                                                 |                                                                 |
| 井岡一翔                            | 井岡一翔                            | 対                                  | 八重樫東                            | 八重樫東                            | 井岡一翔                               | 井岡一翔                               | 対                                     | 八重樫東                               | 八重樫東                               | 井岡一翔                                  | 井岡一翔                                  | 対                                                              | 八重樫東                                                        | 八重樫東                                                        |                                                                 |                                                                 |
| RS                                  | TS                                  | 回                                  | TS                                  | RS                                  | RS                                     | TS                                     | 回                                     | TS                                     | RS                                     | RS                                        | TS                                        | 回                                                              | TS                                                              | RS                                                              |                                                                 |                                                                 |
| 9                                   |                                     | 1                                   |                                     | 10                                  |                                        | 10                                     |                                        | 1                                      |                                        | 9                                         |                                           | 9                                                               |                                                                 | 1                                                               |                                                                 | 10                                                              |
| 9                                   | 18                                  | 2                                   | 20                                  | 10                                  | 9                                      | 19                                     | 2                                      | 19                                     | 10                                     | 9                                         | 18                                        | 2                                                               | 20                                                              | 10                                                              |                                                                 |                                                                 |
| 10                                  | 28                                  | 3                                   | 29                                  | 9                                   | 10                                     | 29                                     | 3                                      | 28                                     | 9                                      | 10                                        | 28                                        | 3                                                               | 29                                                              | 9                                                               |                                                                 |                                                                 |
| 10                                  | 38                                  | 4                                   | 38                                  | 9                                   | 9                                      | 38                                     | 4                                      | 38                                     | 10                                     | 10                                        | 38                                        | 4                                                               | 38                                                              | 9                                                               |                                                                 |                                                                 |
| 9                                   | 47                                  | 5                                   | 48                                  | 10                                  | 9                                      | 47                                     | 5                                      | 48                                     | 10                                     | 9                                         | 47                                        | 5                                                               | 48                                                              | 10                                                              |                                                                 |                                                                 |
| 10                                  | 57                                  | 6                                   | 58                                  | 10                                  | 10                                     | 57                                     | 6                                      | 57                                     | 9                                      | 10                                        | 57                                        | 6                                                               | 57                                                              | 9                                                               |                                                                 |                                                                 |
| 9                                   | 66                                  | 7                                   | 68                                  | 10                                  | 10                                     | 67                                     | 7                                      | 66                                     | 9                                      | 10                                        | 67                                        | 7                                                               | 66                                                              | 9                                                               |                                                                 |                                                                 |
| 10                                  | 76                                  | 8                                   | 77                                  | 9                                   | 10                                     | 77                                     | 8                                      | 75                                     | 9                                      | 10                                        | 77                                        | 8                                                               | 75                                                              | 9                                                               |                                                                 |                                                                 |
| 10                                  | 86                                  | 9                                   | 86                                  | 9                                   | 9                                      | 86                                     | 9                                      | 85                                     | 10                                     | 9                                         | 86                                        | 9                                                               | 85                                                              | 10                                                              |                                                                 |                                                                 |
| 10                                  | 96                                  | 10                                  | 95                                  | 9                                   | 10                                     | 96                                     | 10                                     | 94                                     | 9                                      | 10                                        | 96                                        | 10                                                              | 94                                                              | 9                                                               |                                                                 |                                                                 |
| 10                                  | 106                                 | 11                                  | 104                                 | 9                                   | 10                                     | 106                                    | 11                                     | 103                                    | 9                                      | 10                                        | 106                                       | 11                                                              | 103                                                             | 9                                                               |                                                                 |                                                                 |
| 9                                   | 115                                 | 12                                  | 114                                 | 10                                  | 9                                      | 115                                    | 12                                     | 113                                    | 10                                     | 9                                         | 115                                       | 12                                                              | 113                                                             | 10                                                              |                                                                 |                                                                 |
| 計                                  | 115                                 | –                                   | 114                                 | 計                                  |                                        | 計                                     | 115                                    | –                                      | 113                                    | 計                                        |                                           | 計                                                              | 115                                                             | –                                                               | 113                                                             | 計                                                              |
| 副審：カルロス・スクレ（米国・WBA） | 副審：カルロス・スクレ（米国・WBA） | 副審：カルロス・スクレ（米国・WBA） | 副審：カルロス・スクレ（米国・WBA） | 副審：カルロス・スクレ（米国・WBA） | 副審：杉山利夫（日本・WBA）            | 副審：杉山利夫（日本・WBA）            | 副審：杉山利夫（日本・WBA）            | 副審：杉山利夫（日本・WBA）            | 副審：杉山利夫（日本・WBA）            | 副審：アネット・ホントンカム（タイ・WBC） | 副審：アネット・ホントンカム（タイ・WBC） | 副審：アネット・ホントンカム（タイ・WBC）                       | 副審：アネット・ホントンカム（タイ・WBC）                       | 副審：アネット・ホントンカム（タイ・WBC）                       |                                                                 |                                                                 |
| 処分：なし                          | 処分：なし                          | 処分：なし                          | 処分：なし                          | 処分：なし                          | 減点：なし                             | 減点：なし                             | 減点：なし                             | 減点：なし                             | 減点：なし                             | 結果：井岡の判定勝利                      | 結果：井岡の判定勝利                      | 結果：井岡の判定勝利                                            | 結果：井岡の判定勝利                                            | 結果：井岡の判定勝利                                            |                                                                 |                                                                 |

※「スポーツ報知」2012年6月21日付 一面による。

### 試合後
井岡一翔は日本初の世界王者同士の統一戦の勝者になったが、激戦から一夜明けた6月21日の記者会見では、ミニマム級での試合をこれで終え、次は2階級制覇を目指して階級を上げる意思を明らかにした。王座統一から9日後の6月29日、JBCからの取り決めに従い、統一王座の一方であるWBC王座の返上を発表した。
試合を中継したTBSには、6月21日の午後までに視聴者から300件を超えるメッセージが届いた。そのうち約170件は敗れた八重樫東への感謝や激励を伝える内容だった。
八重樫は、6月21日の記者会見で「人々の心に響く試合をできたのかと思うと本当によかったです」と語り、大橋ジムの会長・大橋秀行とともに、井岡同様に八重樫も階級を上げる可能性があることを表明。その上で八重樫は井岡ともう一回戦いたいという希望を持っていることを明らかにしている。
会場ではゲスト解説を務めた辰吉丈一郎、薬師寺保栄の他、元世界王者の徳山昌守、高山勝成、現役世界王者の粟生隆寛、山中慎介らも観戦した。薬師寺、辰吉は、1994年にそれぞれ正規王座と暫定王座を懸けて互いに戦ったWBC世界バンタム級王座統一戦とだぶらせて、素晴らしい試合だったと両者を讃え、徳山は勝負を分けたのは井岡の左ジャブ、カウンターだったと説明した。井岡一法は「僕自身も感動するぐらいの試合だった」と言い、大橋秀行は「ボクシングの美しさが詰まっていた。（井岡は）複数階級制覇する王者ですよ」と話した。

## メディアの反応
この井岡対八重樫戦を中継したTBSの平均視聴率は、関東地区で18.2%、関西地区で22.3%、また瞬間最高視聴率は、関東地区で22.7%、関西地区で29.1%を記録した。この数字はボクシング中継において過去1年間で最高のものとなり、関西のボクシング中継で20%を超えたのは、2010年3月の亀田興毅とポンサクレック・ウォンジョンカムのWBC世界フライ級王座統一戦（同じ団体の中での正規王座と暫定王座の統一戦。勝者は正規王者となる）以来であった。
視聴者の年齢構成比では、これまでのボクシング中継に較べて若年層の割合が高かった。同年4月4日に行われた亀田興毅とノルディ・マネカネのWBA世界バンタム級タイトルマッチとの比較では、男女13-19歳（T層）は約4.6倍、女性20-34歳（F1層）は約3.5倍、男性20-34歳（M1層）は約3.8倍で、TBS関係者によれば、この構成比はサッカーのワールドカップ・アジア予選の最終予選に近かった。同局は2009年11月に行われた内藤大助と亀田興毅のWBC世界フライ級タイトルマッチ以上に広告費をかけて大規模な宣伝活動を展開し、ドラマ担当が試合ポスターを製作していた。
この試合は日本で開催が発表されると同時に国外でも関心を集め、ESPN.comのボクシング記者ダン・ラファエルは開催決定のレポートを「井岡対八重樫戦を待ちきれない」と題し、「井岡も八重樫もミニマム級だが面白い選手だ。この階級で統一戦が行われること自体が非常に稀であり、彼らの対戦は日本人同士による初の統一戦という歴史的な意義もある。そういった様々な面から凄まじい試合になるだろうと興味を持っている」と書いている。
BWAA（全米ボクシング記者協会）メンバーで『リング』誌のランキング諮問委員も務め、同誌や英国の専門誌『ボクシング・マンスリー』の記者でもあるマーク・オルテガは試合レポートの中で、「この試合が行われたのは米国では早朝の時間帯だったが、ボクシングマニアはそれに合わせて目覚ましをセットした」「井岡は恐らく次の日本のスターのひとりであろうが、この日は両選手が素晴らしい勇気と覚悟を見せた」と書き、『リング』誌記者のコーリー・アードマンは「興奮と最高品質が共存することはボクシングではそう多くあるものではないが、両選手はそれをどうにかやってのけた。ボクシングマニアは数か月の間、彼らが激戦を演じるものと期待を込めてカレンダーの日付に印を付けていたが、落胆させられることはなかった」と書いた。同じく『リング』誌などで記者を務めるジェイク・ドノヴァンは「近い将来、そしてその先に何が起ころうと、両選手は注目必至の試合で自分たちを証明し続けるだろう」と結んでいる。

## 評価
試合直後、WBA会長のヒルベルト・メンドーサは年間最高試合に値すると賞賛し、WBCの公式ウェブサイトでもその候補になりうると評価された。『Sportiva』誌が2012年10月から11月にかけて行ったアンケートでは、「読者が選んだ国内名勝負」（回答数341）の7位に選ばれた。
また2012年末には『リング』誌の公式ウェブサイトでもファイト・オブ・ザ・イヤー候補と評価された。この年、世界的にはマニー・パッキャオとファン・マヌエル・マルケスの4度目の対戦が多くのメディア等で年間最高試合賞を獲得した。ESPN.comやBoxingScene.comでは、年間最高試合を報告する記事の中に、井岡と八重樫の対戦も忘れがたいものであったとの言及があった。日本の選手を対象とした年間表彰では、年間最高試合に選出され、他に日刊バトル大賞ボクシング部門のベストバウト賞を獲得した。

## アンダーカード
この興行のアンダーカードとして以下の6試合が行われた（上から、試合が行われた順）。
| 赤コーナー                       | 結果        | 青コーナー                                  | 備考                                            |
| -------------------------------- | ----------- | ------------------------------------------- | ----------------------------------------------- |
| × 橋本由貴子（陽光アダチ）       | 1回 1:45 KO | ○ 池原シーサー久美子（フュチュール）        | 女子アトム級4回戦 池原はデビュー戦              |
| ○ 竹中佳（高砂）                 | 判定 3-0    | × 緒方汐音（ハラダ）                        | 女子50.0kg契約4回戦 竹中はデビュー戦            |
| ○ 石田匠（井岡）                 | 判定 3-0    | × 有富康人（松田）                          | 51.0kg契約8回戦                                 |
| ○ 宮崎亮（井岡 / 王者）          | 判定 3-0    | × マイケル・ランデロ（フィリピン / 挑戦者） | OPBF東洋太平洋ライトフライ級選手権試合 王座防衛 |
| ○ 藤本京太郎（角海老宝石）       | 3回 2:02 KO | × クラレンス・ティルマン（アメリカ合衆国）  | ヘビー級8回戦                                   |
| ○ ジョニー・アバルカ（神拳阪神） | 判定 2-0    | × 福江光治（正拳）                          | バンタム級4回戦（メイン後の予備カード）         |

## タイアップ
両選手共通のスポンサーであるロッテリアが「絶品バトルキャンペーン」と題したタイアップ企画を実施した。
内容は両選手がそれぞれ薦めるロッテリアのメニューのうち、翌21日から24日まで勝利した方を単品もしくはセット1個購入に付き1枚当メニュー無料券1枚プレゼントするというもの。中継番組内でSUPER☆GiRLSが出演する告知CMも放送した。
井岡は絶品エビバーガー、八重樫は絶品チーズバーガー。井岡勝利のためエビバーガーが対象となった。